# 物部守屋
物部 守屋（もののべ の もりや）は、古墳時代の大連（有力豪族）で、物部尾輿の子である。

## 生涯
物部氏は有力な軍事氏族である。物部氏は日本に伝来した仏教に対しては強硬な廃仏派で、崇仏派の蘇我氏と対立した。ただし、物部氏の本拠の渋川に寺の跡が残り、物部氏そのものは廃仏派ではなかったという説もある。
敏達天皇元年（572年）、敏達天皇の即位に伴い、守屋は大連に任じられた。

### 仏教弾圧
敏達天皇14年（585年）、病になった大臣・蘇我馬子は敏達天皇に奏上して仏法を信奉する許可を求めた。天皇はこれを許可したが、この頃から疫病が流行しだした。守屋と中臣勝海（中臣氏は神祇を祭る氏族）は蕃神（異国の神）を信奉したために疫病が起きたと奏上し、これの禁止を求めた。天皇は仏法を止めるよう詔した。守屋は自ら寺に赴き、胡床に座り、仏塔を破壊し、仏殿を焼き、仏像を海に投げ込ませ、馬子や司馬達等ら仏法信者を面罵した上で、達等の娘善信尼、およびその弟子の恵善尼・禅蔵尼ら3人の尼を捕らえ、衣を剥ぎとって全裸にして、海石榴市（つばいち/つばきいち/つばきち、現在の奈良県桜井市）の駅舎へ連行し、群衆の目前で鞭打ち暴力によって仏教を弾圧する暴虐さを見せた。
しかし、疫病は更に激しくなり、天皇も病に伏した。馬子は自らの病が癒えず、再び仏法の許可を奏上した。天皇は馬子に限り許した。馬子は三尼を崇拝し、寺を営んだ。ほどなくして、天皇は崩御した。殯宮で葬儀が行われ、馬子は佩刀して誄言（しのびごと）を奉った。守屋は「猟箭がつきたった雀鳥のようだ」と笑った。守屋が身を震わせて誄言を奉ると、馬子は「鈴をつければよく鳴るであろう」と笑った。『日本書紀』の本文には、「由是、二臣微生怨恨（これによって馬子と守屋は恨み合うようになった）」とあるため、後述の皇位継承問題も含めて、2人の対立は崇仏論争は関係ないとする説も存在する。
敏達天皇の次には馬子の推す用明天皇（欽明天皇の子、母は馬子の妹）が即位した。守屋は敏達天皇の異母弟・穴穂部皇子と結んだ。
用明天皇元年（586年）、穴穂部皇子は炊屋姫（敏達天皇の后、後の推古天皇）を犯そうと欲して殯宮に押し入ろうとしたが、三輪逆に阻まれた。怨んだ穴穂部皇子は守屋に命じて三輪逆を殺させた。馬子は「天下の乱は遠からず来るであろう」と嘆いた。守屋は「汝のような小臣の知る事にあらず」と答えた。

### 丁未の乱
用明天皇2年4月2日（587年）、用明天皇は病になり、三宝（仏法）を信奉したいと欲し、群臣に議するよう詔した。守屋と中臣勝海は「国神に背いて他神を敬うなど、聞いたことがない」と反対した。馬子は「詔を奉ずるべき」とし、穴穂部皇子に僧の豊国を連れて来させた。守屋は睨みつけて大いに怒った。史（書記）の毛屎が守屋に群臣たちが守屋の帰路を断とうとしていると告げた。守屋は朝廷を去り、別宮のある阿都（河内国）へ退き、味方を募った。排仏派の中臣勝海は彦人皇子と竹田皇子（馬子派の皇子）の像を作り呪詛した。しかし、やがて彦人皇子の邸へ行き帰服を誓った（自派に形勢不利と考えたとも、彦人皇子と馬子の関係が上手くいっておらず彦人皇子を擁した自派政権の確立を策したとも言われている）が、その帰路、舎人迹見赤檮が中臣勝海を斬った。
守屋は一族の物部八坂、大市造小坂、漆部造兄を馬子のもとへ遣わし「群臣が我を殺そうと謀っているので、阿都へ退いた」と伝えた。4月9日、用明天皇は崩御した。守屋は穴穂部皇子を皇位につけようと図ったが、6月7日、馬子は炊屋姫の詔を得て、穴穂部皇子の宮を包囲して誅殺した。翌日、宅部皇子を誅した。

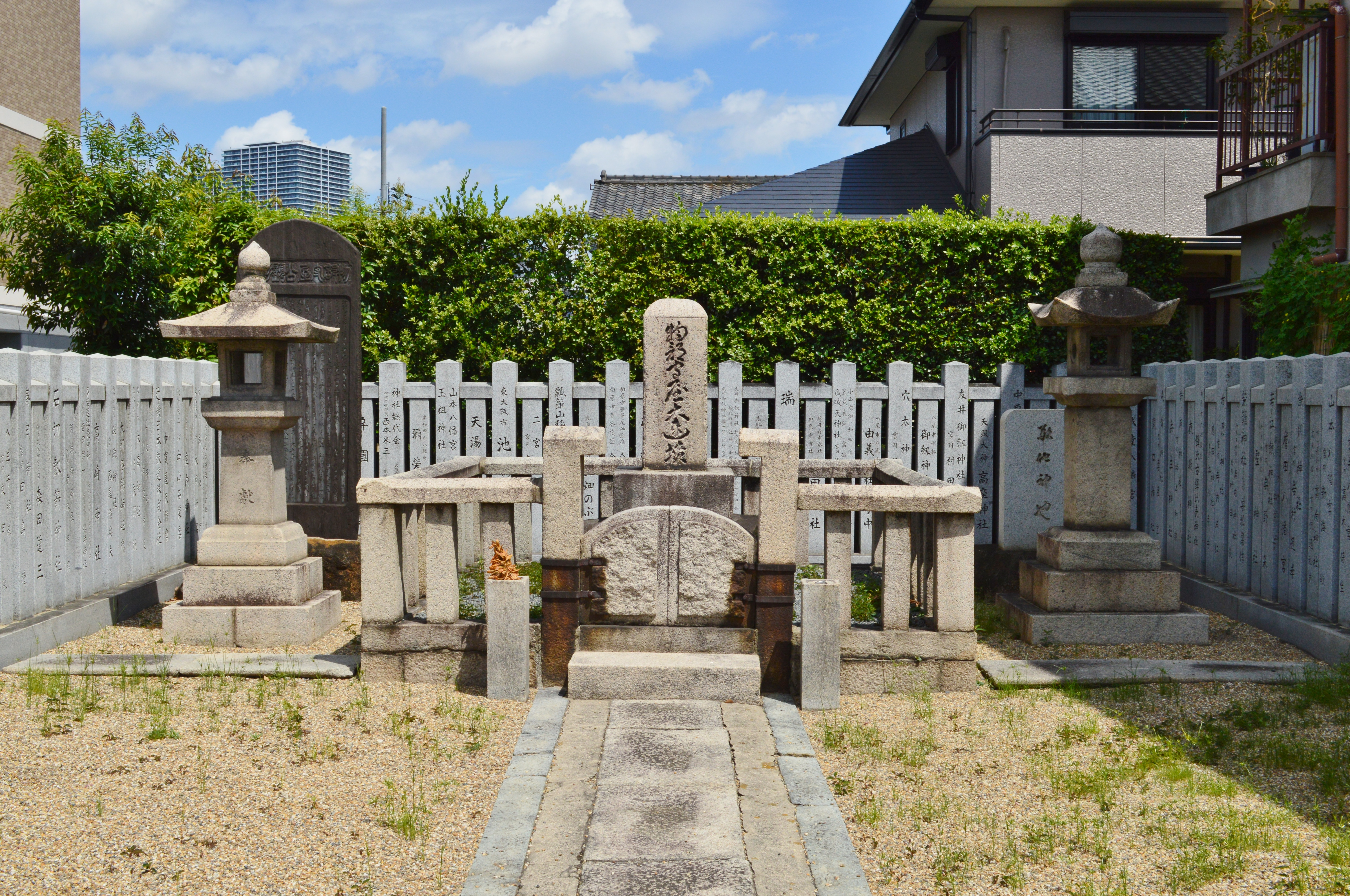
伝物部守屋墓
（大阪府八尾市 大聖勝軍寺付近）

7月、馬子は群臣にはかり、守屋を滅ぼすことを決めた。馬子は泊瀬部皇子、竹田皇子、厩戸皇子などの皇子や諸豪族の軍兵を率いて河内国渋川郡（現・大阪府東大阪市衣摺）の守屋の館へ向かった。守屋は一族を集めて稲城を築き守りを固めた。その軍は強盛で、守屋は朴の木の枝間によじ登り、雨のように矢を射かけた。皇子らの軍兵は恐怖し、退却を余儀なくされた。これを見た厩戸皇子は仏法の加護を得ようと白膠の木を切り、四天王の像をつくり、戦勝を祈願して、勝利すれば仏塔を作り仏法の弘通に努める（「今若使我勝敵。必当奉為護世四王、起立寺塔」）と誓った。馬子は軍を立て直して進軍させた。
迹見赤檮が大木に登っている守屋を射殺した。寄せ手は攻めかかり、守屋の軍は敗北して逃げ散った。戦いにおいて守屋の一族は尽く殺害された。
八尾市南太子堂には迹見赤檮が物部守屋を射たときの矢を埋めたとされる鏑矢塚、その南西には弓を埋めたとされる弓代塚がある（迹見赤檮発箭地史蹟、とみのいちいはっせんちしせき）。
厩戸皇子は摂津国（現在の大阪府大阪市天王寺区）に四天王寺を建立した。物部氏の領地（『本願縁起』曰く河内国の弓削・鞍作・祖父間・衣摺・虵屮・足代・御立・葦原と摂津国の於勢・模江・鶏田・熊凝)と奴隷（『本願縁起』曰く273人）は両分され、半分は馬子のものになった。馬子の妻が守屋の妹であるので物部氏の相続権があると主張したためである。また、半分は四天王寺へ寄進された。

## 系譜
- 父：物部尾輿
- 母：弓削阿佐姫 - 弓削倭古の娘[7]
- 妻：不詳
- 生母不明の子女
  - 男子：物部武麿？ - 守矢氏の祖とされる[8][9][注釈 2]。
  - 男子：朴井雄君？ - 大海人皇子の舎人[10]

## 妹
- 『日本書紀』では蘇我馬子の妻（名前の記述はない）。
- 『紀氏家牒』・『石上振神宮略抄』神主布留宿禰系譜料では「太媛」といい蘇我馬子の妻。
- 『先代旧事本紀』「天孫本紀」では同母妹の「布都姫」といい、守屋の異母弟の石上贄古大連と結婚し物部鎌足姫大刀自（蘇我馬子の妻）の母となる。

## 子孫
物部守屋の子孫従類273人が四天王寺の奴婢にされたという従来からの通説は四天王寺御手印縁起をもとにしている。
伝暦、御記、太子物、『今昔物語』、『扶桑略記』、『元亨釈書』等では子孫縁者が奴婢とされたとの説が受け入れられている。これに対し『日本書紀』によると守屋の奴（奴隷等の使用人）の半分は四天王寺へ寄進された。との記述のため、後世の脚色だとする神野清一の異説がある。
奈良時代の僧で孝謙上皇に寵愛されて太政大臣禅師、法王になった道鏡は、守屋の末裔と称している。戦国時代の近江の戦国大名浅井氏も守屋の末裔と称した。
また信濃の守矢氏も守屋の次男の武麿を養子にとったと称した。さらに長門の厚東氏も守屋の子孫と称した。

## 先代旧事本紀における記述
第五巻「天孫本紀」では物部尾輿の子で物部大市御狩連の弟、弓削大連とも、池邊雙槻宮天皇（用明天皇）の時に大連となり神宮の斎となったとある。
第九巻「帝皇本紀」では用明天皇が9月5日に即位した際、物部弓削守屋連公を大連また大臣とし、用明天皇2年夏4月2日磐余河上の新嘗祭に病で帰った用明天皇が三宝を敬うことを検討するよう家臣にいったさい、中臣勝海連と共に国神に叛き他神を敬うことはできず聞いた事もないと反対したとある。

## 関連伝承
兵庫県神戸市北区八多町の八多神社について、古い記録（『幡多明神御由来記』文亀三年　神祇大副卜部兼具撰）によれば、「三十一代用明天皇の時、物部守屋が六甲の嶺より遥か西北に杉・檜の森を望み、神霊の宿る聖なる杜であると信じ訪ねたところ、樵がいて、「天照大御神は神代の昔からこの杜に鎮座され、神功皇后に付き添って三韓を親征し、皇后は神のおしえに従いお祀りになった」と告げた。守屋は斎戒し謹んでお祀りし、神のお告げを受け、殿舎を建て荘田を献じた」。

## 祀る神社と関連神社
- 守屋神社（長野県伊那市高遠町）　国道152号線沿いに里宮、守屋山山頂に奥宮がある。
- 錦山神社（岐阜県高山市江名子町）
- 渋川神社 - 物部守屋の館跡とされる。
- 波久奴神社 - 丁未の乱後に守屋が落ち延びたという伝説がある。